# Tri-Crescendo
tri-Crescendo empezó como una empresa desarrolladora de sonido para videojuegos y ahora también desarrolla videojuegos. Fundada en 1999 por Hiroya Hatsushiba, programador de sonido. tri-Crescendo es responsable del sonido de los videojuegos de tri-Ace desde la publicación del primer Valkyrie Profile.
En 2001, comenzaron el desarrollo, programación y composición del sonido de su primer título original (bajo la dirección y diseño de Monolith Soft), Baten Kaitos. En 2006, desarrollaron su segundo título, Baten Kaitos Origins. En 2007, desarrollaron Eternal Sonata para Xbox360 publicado por Namco Bandai que más tarde fue convertido para PlayStation 3 con significativas mejoras de rendimiento y pequeños añadidos. En 2009 salió al mercado japonés un ambicioso proyecto llamado Fragile: Farewell Ruins of the Moon para la consola Wii una mezcla de géneros (Aventura/RPG/Acción) que recibió una fría acogida por el público y disparidad de opiniones de la crítica especializada.

## Juegos desarrollados[3]
- Baten Kaitos (Nintendo GameCube) (5 de diciembre de 2003).
- Baten Kaitos Origins (Nintendo GameCube) (23 de febrero de 2006)
- Eternal Sonata (Xbox360/PlayStation 3) (14 de junio de 2007/18 de septiembre de 2008)
- Fragile: Farewell Ruins of the Moon (Wii) (2009 Japón, 2010 Europa)
- Blue Dragon: Awakened Shadow (Nintendo DS) (8 de octubre de 2009)

## Juegos donde ha compuesto la banda sonora[3]
- Valkyrie Profile (PlayStation) (22 de diciembre de 1999).
- Star Ocean: Blue Sphere (GameBoy Color) (28 de junio de 2001).
- The FEAR (PlayStation 2) (26 de julio de 2001).
- Star Ocean: Till the End of Time (PlayStation 2) (27 de febrero de 2003).
- Star Ocean: Till the End of Time: Director's Cut (PlayStation 2) (27 de enero de 2004).
- Radiata Stories (PlayStation 2) (27 de enero de 2005).
- Valkyrie Profile 2: Silmeria (PlayStation 2) (22 de junio de 2006).